# 林大尹宁德重城记碑
林大尹宁德重城记碑，是位于中国福建省宁德市蕉城区城南镇南漈公园的一个明代碑刻，宁德县人民政府于1980年11月将其公布为首批县级文物保护单位。
林大尹宁德重城记碑为辉绿岩材质，高2.15米，立于明朝嘉靖四十三年，是记载抗击倭寇的历史事迹碑刻，碑文为楷书，由林爱民撰写。